# Zakia Meghji

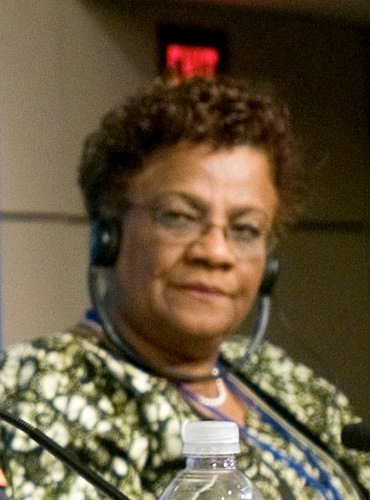
Zakia Meghji (2007)

Zakia Hamdani Meghji (* 31. Dezember 1946 in Sansibar, Tansania) ist eine tansanische Politikerin der Chama Cha Mapinduzi (CCM), die von 1994 bis 1997 Gesundheitsministerin, zwischen 1997 und 2005 Ministerin für natürliche Ressourcen und Tourismus sowie zuletzt von 2006 bis 2008 Finanzministerin war.

## Leben
Zakia Hamdani Meghji, Tochter von Mohammed Abdulrahman Hamdani und dessen Ehefrau Salama Rubeya El-Genzel, absolvierte nach dem Schulbesuch zunächst ein grundständiges Studium an der University of Dar es Salaam (UDSM), das sie 1971 mit einem Bachelor of Arts (B.A.) beendete. Danach war sie von 1971 bis 1972 Lehrer an einer Sekundarschule in Daressalam sowie im Anschluss zwischen 1972 und 1978 Abteilungsleiterin und Oberlehrerin am Cooperative College in Moshi. Während dieser Zeit absolvierte sie ein postgraduales Studium an der UDSM, welches sie 1976 mit einem Master of Arts (M.A.) abschloss. Danach arbeitete sie zwischen 1978 und 1986 als Bildungsreferentin für die International Co-operative Alliance (ICA) und zugleich zwischen 1984 und 1986 als Vorsitzende der in Moshi ansässigen Savings and Credit Cooperative sowie danach von 1986 bis 1988 als Programmmanagerin für Frauen und Jugendprogramme von Entwicklungsgenossenschaften in Tansania. Daraufhin wechselte sie in den Staatsdienst und fungierte sie zwischen 1988 und 1990 als Distriktkommissarin des Distrikts Moshi Rural sowie im Anschluss von 1990 bis 1992 als Regionalkommissarin der Region Kilimandscharo.
1992 wurde Zakia Hamdani Meghji, die Mitglied der Partei der Revolution CCM (Chama Cha Mapinduzi) ist, Vizeministerin für Gesundheit und übernahm im Anschluss 1994 im Kabinett von Premierminister Cleopa David Msuya das Amt der Gesundheitsministerin, das sie auch in der darauf folgenden Regierung von Premierminister Frederick Sumaye von 1995 bis 1997 innehatte. Im Rahmen einer Regierungsumbildung fungierte sie als Nachfolgerin von Juma Ngasongwa zwischen 1997 und ihrer Ablösung durch Anthony Diallo 2005 als Ministerin für natürliche Ressourcen und Tourismus im Kabinett Sumaye. 2005 wurde sie von Staatspräsident Jakaya Kikwete zum Mitglied der Nationalversammlung berufen, der sie bis 2010 angehörte.
Am 4. Januar 2006 berief Staatspräsident Jakaya Kikwete Zakia Hamdani Meghji zur Nachfolgerin von Basil Mramba zur Finanzministerin in das Kabinett von Premierminister Edward Lowassa. Bei dieser Regierungsneubildung wurden zugleich Asha-Rose Migiro als Außenministerin, Juma Kapuya als Verteidigungsminister und John Chiligati als Innenminister ernannt. Als Finanzministerin war sie zugleich Mitglied des Gouverneurrates des Internationalen Währungsfonds (UWF). Das Amt der Finanzministerin bekleidete sie bis zu ihrer Ablösung durch Mustafa Mkulo am 13. Februar 2008. Im Rahmen dieser Regierungsbildung wurden Hussein Mwinyi Verteidigungsminister und Lawrence Masha Innenminister, während Bernard Membe Außenminister blieb. Im November 2012 löste sie Mwigulu Nchemba als Sekretärin des Zentralkomitees der CCM für Wirtschaft und Finanzen ab.
Aus ihrer am 21. März 1971 geschlossenen Ehe gingen die fünf Kinder Nyangu, Mahir, Jamilla, Salama und Abdulrahman Meghji hervor.

## Archivversion
1. ↑  Tansania: 4. Januar 2006
2. ↑  Tansania: 7. Februar 2008

| Personendaten    | Personendaten                              |
| ---------------- | ------------------------------------------ |
| NAME             | Meghji, Zakia                              |
| ALTERNATIVNAMEN  | Meghji, Zakia Hamdani (vollständiger Name) |
| KURZBESCHREIBUNG | tansanische Politikerin                    |
| GEBURTSDATUM     | 31. Dezember 1946                          |
| GEBURTSORT       | Sansibar, Tansania                         |